# Россия (страховое общество)

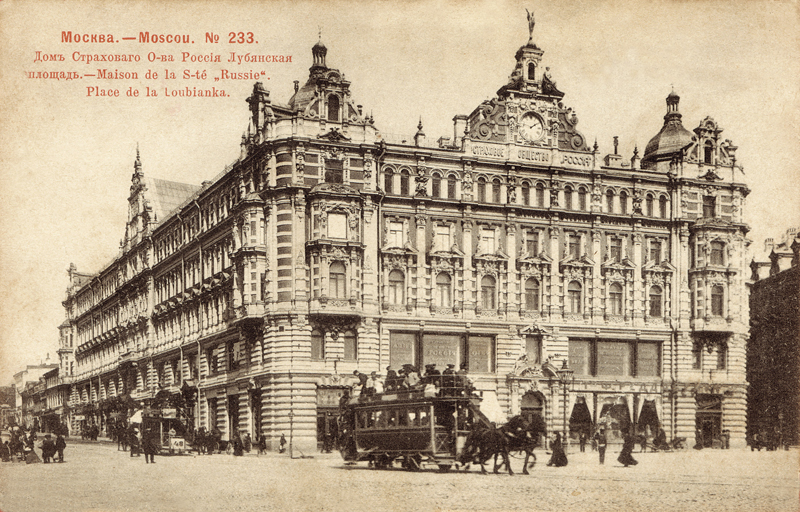
Дом страхового общества «Россия» на Лубянке

Страховое общество «Россия» — дореволюционная страховая компания, лидер добровольного страхования в Российской империи. 

## Общие сведения
Страховое общество «Россия» было образовано 20 марта (1 апреля) 1881 года указом императора Александра III и являлось крупнейшим среди русских акционерных обществ по объёму операций и размеру капитала. 
Инициатором создания компании и её первым управляющим был Роман Иванович Пенль. Учредителями компании стали Г. Е. Гинцбург, Н. М. Полежаев, Д. И. Петрококино, Г. А. Рафалович, А. И. Зак, И. Е. Ефрусси, Р. И. Пенль. 
Уставной капитал общества составлял 4 млн рублей, который был разделён на 16 тысяч именных акций достоинством 250 рублей каждая.
Активная рекламная политика позволила компании развернуть операции по основным видам страхования. Практически во всех губерниях империи компания в короткий срок стала лидером страхового рынка. 
Общество проводило операции по 8 видам страхования на территории Российской империи и участвовало в страховых операциях за границей, осуществляя страховые операции в Александрии, Афинах, Белграде, Константинополе, Нью-Йорке, Берлине и других городах. 
За первые десять лет общество организовало сеть собственных отделений в 16 городах России. К 25-летию компании в 1906 году  агентства общества были уже в 79 губерниях империи. В 1883 году на компанию работало 167 агентов, а в 1900-м их было уже более 500. 
Капитал общества к концу 1913 года составлял 100 млн. рублей. С 1881 по 1913 год компанией было выплачено более 350 млн. рублей страховых выплат по всем видам страхования. В 1913 году компанией было получено более 55 млн руб страховых премий, в том числа заключено договоров страхования жизни на сумму 50 млн рублей. К концу 1913 года общая страховая сумма по всем договорам страхования жизни достигла 280 млн. рублей.
С 1910 года компания занималась страхованием автомобилей. К 1917 году ею было застраховано 80 % всех автомобилей в Российской Империи.
В начале XX века среди акционеров общества были Елисеевы, барон Г. О. Гинцбург, А. И. Гучков, Э. Л. Нобель, Русско-французский и Азовско-Донской коммерческий банки.
Размер капитала компании на конец 1918 года достигал 109,1 млн руб..

## Национализация и ликвидация
После издания декрета СНК РСФСР от 28 ноября 1918 года «Об организации страхового дела в Российской Республике» началась национализация имущества коммерческих страховых обществ и их ликвидация.
Компания была ликвидирована 28 февраля 1919 года постановлением Народного комиссариата труда РСФСР о ликвидации всех частных страховых учреждений в стране и национализации страхового дела.
Интересно, что одно из крупнейших российских страховых обществ «Россия» сумело перевести некоторые операции в Европу, учредив эмигрировавшими страховщиками в 1918 году в Копенгагене контору из состава дирекции общества в Москве. Компания в Копенгагене была создана на базе небольшой конторы общества Дании, занимавшейся перестраховочными операциями. 
Имея право подписи за общество «Россия», учредители вошли в контакт с датскими страховыми кругами и с их помощью перевели на имя нового общества заграничное перестрахование русской «России». Компания вела свои дела успешно. Убыточность составляла 50-60%. 
Большая часть договоров новой компании с обществами французского и английского рынков была переведена на ее имя при участии представителей «России» в Париже (А.Н. Мишель и К) и Лондоне (А. Коллинз и К). Впоследствии от генерального директора общества Б.В. Дерушинского поступило предложение о продаже общества советской стороне в 1951 году. При этом, он руководствовался патриотическими чувствами к Родине. Однако, в период «холодной войны» решить вопрос о приобретении общества было практически невозможно.

## Недвижимость

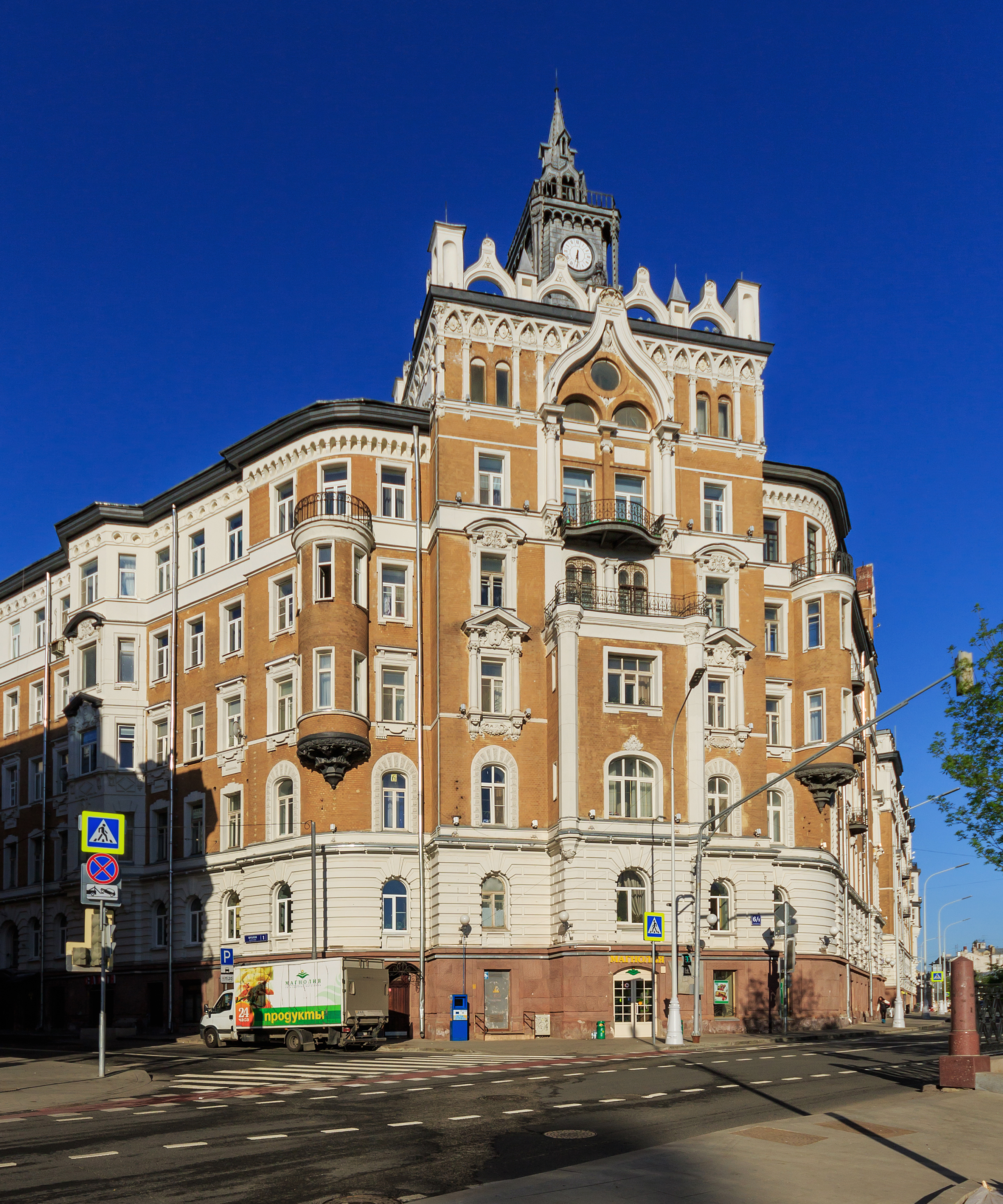
Доходный дом на Сретенском бульваре

Значительная часть средств общества тратилась на покупку крупных домов, которые затем сдавались в аренду. Типичный пример — примыкающий к зданию правления общества доходный дом (№ 35), выстроенный к 1907 году. К 1916 году «Россия» владела 42 объектами недвижимости в России и за рубежом (в одном только Петрограде — 19 домов) балансовой стоимостью 33 664 200 руб. 50 коп., принесшими за этот год 1 453 356 руб. 61 коп. дохода.
В Санкт-Петербурге среди прочих обществу принадлежали:
- Здание правления страхового общества «Россия»
- Доходный дом на Большой Морской улице
- Доходный дом на Литейном проспекте
- Большая Морская улица, 39 (на месте здания выстроена гостиница «Астория»)
- Здания на Моховой улице, 27-29
- Дом по адресу Басков переулок, 13-15 / улица Маяковского, 21
- улица Правды, 22/14

В Москве:
- Здания страхового общества «Россия» на Сретенском бульваре
- Дом страхового общества «Россия» на Лубянской площади.

В Ростове-на-Дону:
- Доходный дом страхового общества «Россия»

В Харькове:
- Доходный дом страхового общества «Россия» (сейчас — Дворец труда)